# Grim Ness
Grim Ness är en udde i Storbritannien.   Den ligger i kommunen Orkneyöarna och riksdelen Skottland, i den norra delen av landet, 800 km norr om huvudstaden London. Grim Ness ligger på ön South Ronaldsay.
Terrängen inåt land är platt. Havet är nära Grim Ness åt nordost.